# Alternatywny hip-hop
Alternatywny hip hop (znany też jako alternatywny rap) – podgatunek hip-hopu, który narodził się w latach 80. w Stanach Zjednoczonych. Odrzuca on typowe stereotypy (bounce, gangsta rap), ale eksperymentuje z innymi gatunkami takimi, jak: reggae, rock, funk, jazz, electronica, a nawet folk. Tematyką utworów najczęściej są problemy społeczne, osobowość, polityka.
Alternatywny hip hop rozwijał się razem z golden age hip-hopem, będąc jego mniej komercyjną odmianą. Wtedy cieszył się największą popularnością, jednak od lat 90. wypierały go gangsta rap z Zachodniego Wybrzeża, a z drugiej strony tacy wykonawcy, jak Wu-Tang Clan czy The Notorious B.I.G. ze Wschodu. Od ok. 2000 roku ponownie zyskuje na popularności.

## Przedstawiciele gatunku
A Tribe Called Quest, De La Soul, MF Doom, Beastie Boys, Black Eyed Peas, Outkast, The Roots, The Pharcyde, The Fugees, Danny Brown, Arrested Development, Gnarls Barkley, Macklemore, Talib Kweli, El-P, Tommy Cash.